# Wanda Jewell
Wanda Rae Jewell, född 19 juni 1954 i Havre i Montana, är en amerikansk före detta sportskytt.
Jewell blev olympisk bronsmedaljör i gevär vid sommarspelen 1984 i Los Angeles.